# Campeón de Campeones 1966-67
El Campeón de Campeones 1966-67 fue la XXVI edición del Campeón de Campeones que enfrentó al campeón de la Liga 1966-67: Toluca y al campeón de la Copa México 1966-67: León.
El título se jugó a un solo partido en cancha neutral, en este caso el Estadio Azteca, y al final, el Toluca consiguió adjudicarse por primera vez en su historia este trofeo.

## Participantes
| Toluca |  |  |  | Campeón de la Primera División de México (1966-67) |
| León   |  |  |  | Campeón de la Copa México (1966-67)                |

## Sede
| Ciudad de México                |
| ------------------------------- |
| Estadio Azteca                  |
| Capacidad: 110 000 espectadores |
|                                 |

## El partido
| 26 de febrero de 1967 | Toluca           | 1:0 (1:0) | León | Estadio Azteca, Ciudad de México |  |
|                       | Cerda Canela 14' |           |      |                                  |  |

|       | POR   | Florentino López    |     |
|       | DEF   | José Vantolrá       |     |
|       | DEF   | Carlos Zavala       |     |
|       | DEF   | Pedro Romero        |     |
|       | DEF   | Jorge Arévalo       |     |
|       | MED   | Juan Dosal          |     |
|       | MED   | Albino Morales      |     |
|       | DEL   | Carlos Lara         | 75' |
|       | DEL   | Carlos Piña         |     |
|       | DEL   | Vicente Pereda      | 85' |
|       | DEL   | Manuel Cerda Canela |     |
| D. T. | D. T. | Ignacio Trelles     |     |

|       | POR   | Marcos Gallardo   |     |
|       | DEF   | Roberto López     |     |
|       | DEF   | Efraín Loza       |     |
|       | DEF   | Olegario Montalvo |     |
|       | DEF   | Gil Loza          |     |
|       | MED   | Pachuco López     |     |
|       | MED   | Carlos Barajas    | 46' |
|       | DEL   | Salvador Enríquez |     |
|       | DEL   | Gabriel Mata      | 77' |
|       | DEL   | Sergio Anaya      |     |
|       | DEL   | Amador Fuentes    |     |
| D. T. | D. T. | Luis Grill        |     |

|  | DEL | Memo Vázquez      | 75' |
|  | DEL | Francisco Linares | 85' |

|  | MED | Luis Estrada  | 46' |
|  | DEL | Jorge Barajas | 77' |

| 14' | Manuel Cerda Canela | 1:0 |

|       | POR   | Florentino López    |     |
|       | DEF   | José Vantolrá       |     |
|       | DEF   | Carlos Zavala       |     |
|       | DEF   | Pedro Romero        |     |
|       | DEF   | Jorge Arévalo       |     |
|       | MED   | Juan Dosal          |     |
|       | MED   | Albino Morales      |     |
|       | DEL   | Carlos Lara         | 75' |
|       | DEL   | Carlos Piña         |     |
|       | DEL   | Vicente Pereda      | 85' |
|       | DEL   | Manuel Cerda Canela |     |
| D. T. | D. T. | Ignacio Trelles     |     |

|       | POR   | Marcos Gallardo   |     |
|       | DEF   | Roberto López     |     |
|       | DEF   | Efraín Loza       |     |
|       | DEF   | Olegario Montalvo |     |
|       | DEF   | Gil Loza          |     |
|       | MED   | Pachuco López     |     |
|       | MED   | Carlos Barajas    | 46' |
|       | DEL   | Salvador Enríquez |     |
|       | DEL   | Gabriel Mata      | 77' |
|       | DEL   | Sergio Anaya      |     |
|       | DEL   | Amador Fuentes    |     |
| D. T. | D. T. | Luis Grill        |     |

|  | DEL | Memo Vázquez      | 75' |
|  | DEL | Francisco Linares | 85' |

|  | MED | Luis Estrada  | 46' |
|  | DEL | Jorge Barajas | 77' |

| 14' | Manuel Cerda Canela | 1:0 |

|       | POR   | Florentino López    |     |
|       | DEF   | José Vantolrá       |     |
|       | DEF   | Carlos Zavala       |     |
|       | DEF   | Pedro Romero        |     |
|       | DEF   | Jorge Arévalo       |     |
|       | MED   | Juan Dosal          |     |
|       | MED   | Albino Morales      |     |
|       | DEL   | Carlos Lara         | 75' |
|       | DEL   | Carlos Piña         |     |
|       | DEL   | Vicente Pereda      | 85' |
|       | DEL   | Manuel Cerda Canela |     |
| D. T. | D. T. | Ignacio Trelles     |     |

|       | POR   | Marcos Gallardo   |     |
|       | DEF   | Roberto López     |     |
|       | DEF   | Efraín Loza       |     |
|       | DEF   | Olegario Montalvo |     |
|       | DEF   | Gil Loza          |     |
|       | MED   | Pachuco López     |     |
|       | MED   | Carlos Barajas    | 46' |
|       | DEL   | Salvador Enríquez |     |
|       | DEL   | Gabriel Mata      | 77' |
|       | DEL   | Sergio Anaya      |     |
|       | DEL   | Amador Fuentes    |     |
| D. T. | D. T. | Luis Grill        |     |

|  | DEL | Memo Vázquez      | 75' |
|  | DEL | Francisco Linares | 85' |

|  | MED | Luis Estrada  | 46' |
|  | DEL | Jorge Barajas | 77' |

| 14' | Manuel Cerda Canela | 1:0 |

|       | POR   | Florentino López    |     |
|       | DEF   | José Vantolrá       |     |
|       | DEF   | Carlos Zavala       |     |
|       | DEF   | Pedro Romero        |     |
|       | DEF   | Jorge Arévalo       |     |
|       | MED   | Juan Dosal          |     |
|       | MED   | Albino Morales      |     |
|       | DEL   | Carlos Lara         | 75' |
|       | DEL   | Carlos Piña         |     |
|       | DEL   | Vicente Pereda      | 85' |
|       | DEL   | Manuel Cerda Canela |     |
| D. T. | D. T. | Ignacio Trelles     |     |

|       | POR   | Marcos Gallardo   |     |
|       | DEF   | Roberto López     |     |
|       | DEF   | Efraín Loza       |     |
|       | DEF   | Olegario Montalvo |     |
|       | DEF   | Gil Loza          |     |
|       | MED   | Pachuco López     |     |
|       | MED   | Carlos Barajas    | 46' |
|       | DEL   | Salvador Enríquez |     |
|       | DEL   | Gabriel Mata      | 77' |
|       | DEL   | Sergio Anaya      |     |
|       | DEL   | Amador Fuentes    |     |
| D. T. | D. T. | Luis Grill        |     |

|  | DEL | Memo Vázquez      | 75' |
|  | DEL | Francisco Linares | 85' |

|  | MED | Luis Estrada  | 46' |
|  | DEL | Jorge Barajas | 77' |

| 14' | Manuel Cerda Canela | 1:0 |

| Campeón de Campeones 1966-67 |
| ---------------------------- |
|                              |
| Toluca                       |
| 1° Título                    |